# Водсворт (Іллінойс)
Водсворт (англ. Wadsworth) — селище (англ. village) в США, в окрузі Лейк штату Іллінойс. Населення — 3517 осіб (2020).

## Географія
Водсворт розташований за координатами 42°25′31″ пн. ш. 87°54′6″ зх. д. / 42.42528° пн. ш. 87.90167° зх. д. (42.425217, -87.901567).  За даними Бюро перепису населення США в 2010 році селище мало площу 25,04 км², з яких 24,80 км² — суходіл та 0,24 км² — водойми.

## Демографія
Згідно з переписом 2010 року, у селищі мешкало 3815 осіб у 1331 домогосподарстві у складі 1114 родин. Густота населення становила 152 особи/км².  Було 1383 помешкання (55/км²).
Расовий склад населення:
| - 87,6 % — білих - 4,1 % — чорних або афроамериканців - 2,3 % — азіатів - 0,4 % — корінних американців - 0,1 % — вихідців з тихоокеанських островів - 4,0 % — осіб інших рас |

До двох чи більше рас належало 1,5 %. Частка іспаномовних становила 8,8 % від усіх жителів.
За віковим діапазоном населення розподілялося таким чином: 23,6 % — особи молодші 18 років, 62,6 % — особи у віці 18—64 років, 13,8 % — особи у віці 65 років та старші. Медіана віку мешканця становила 45,6 року. На 100 осіб жіночої статі у селищі припадало 104,8 чоловіків;  на 100 жінок у віці від 18 років та старших — 99,9 чоловіків також старших 18 років.
Середній дохід на одне домашнє господарство  становив 113 599 доларів США (медіана — 87 303), а середній дохід на одну сім'ю — 134 714 долари (медіана — 110 509). Медіана доходів становила 59 000 доларів для чоловіків та 52 132 долари для жінок. За межею бідності перебувало 4,1 % осіб, у тому числі 4,9 % дітей у віці до 18 років та 5,0 % осіб у віці 65 років та старших.
Цивільне працевлаштоване населення становило 1932 особи. Основні галузі зайнятості: освіта, охорона здоров'я та соціальна допомога — 24,6 %, мистецтво, розваги та відпочинок — 18,2 %, роздрібна торгівля — 11,3 %, виробництво — 10,1 %.